# Гендерная нейтральность
Ге́ндерная нейтра́льность подразумевает, что в языке, государственной политике и различных социальных институтах не следует отдавать предпочтение тем или иным гендерам и полам в выполнении определённых социальных ролей, чтобы избежать гендерной дискриминации и не создать ложного впечатления, что одни гендеры имеют преимущества перед другими.

## Гендерно-нейтральная социальная политика
Гендерно-нейтральная социальная политика включает в себя создание гендерно-нейтральной среды в обществе посредством, например, создания гендерно-нейтральных общественных уборных, предоставления мужчинам дополнительных часов для общения с детьми, введение новых вариантов гендерной самоидентификации в документах, удостоверяющих личность, создание равных шансов для обоих родителей оставить у себя ребёнка в случае бракоразводного процесса и т. п.
Отдельным вопросом стои́т коррекция пола и её юридическое подтверждение. Существует целый ряд стран, которые требуют стерилизации для официального подтверждения смены пола. Эти законодательные ограничения в некоторых государствах являются пережитками евгенических государственных программ, как, например, в Швеции, где с 1934 по 1976 год действовало законодательство по принудительной стерилизации «неполноценных» людей. Всемирная организация здравоохранения до одобрения Международной классификации болезней 11-го пересмотра воспринимала «транссексуализм» — «желание жить и восприниматься окружающими как лицо противоположного пола» — психическим расстройством и расстройством поведения. Подобное законодательство и отношение вызывает негодование не только ЛГБТ-сообщества, но и ООН. В настоящее время в обновлённой Международной статистической классификации болезней и проблем, связанных со здоровьем (МКБ-11) трансгендерность (гендерная дисфория) находится в блоке «состояний, относящихся к сексуальному здоровью», а диагноз именуется «гендерное несоответствие» и больше не относится к психическим расстройствам. МКБ-11 вступит в силу в 1 января 2022 года. Сейчас предпринимаются активные действия по устранению и других подобных дискриминационных ограничений, однако требуется большое количество времени на переработку законодательства.

## Гендерная нейтральность в моде
Главная идея — мужчина (равно как и женщина) имеет полное право выглядеть угодным ему образом и при этом ни в малейшей степени не терять своей мужской (женской) состоятельности. Некоторые модельеры и компании, занимающиеся выпуском одежды, начали создавать гендерно-нейтральные линейки одежды. Такие организации, как Let Toys Be Toys, Let Books Be Books и Pinkstinks, ведут работу в пользу гендерной нейтральности в товарах для детей. Торговая сеть Джон Льюис (John Lewis) отменила использование бирок «для мальчиков» и «для девочек» в своих линейках детской одежды.

## Гендерная нейтральность в языке
Гендерно-нейтральный язык (не путать с гендерно-неориентированными языками) стремится избавиться от отсылок к гендеру при описании людей. К примеру, в английском языке вместо гендерно-ориентированных названий профессий, таких как policeman/policewoman (полицейский/женщина-полицейский), fireman (пожарный), могут использовать общие нейтральные police officer (офицер полиции) и firefighter (пожарный). Во французском языке форма существительного мужского рода имеет грамматическое преимущество перед формой существительного женского рода. Если в совете директоров компании одни женщины, то тогда они будут называться directrices (женская форма множественного числа слова директор). Если же в совете директоров будет хоть один мужчина, то тогда они будут называться directeurs (мужская форма множественного числа слова директор). Гендерно-нейтральная форма написания выглядит так: directeur•trice•s.
В то же время гендерно-нейтральные трансформации языка нередко вызывают критику со стороны приверженцев сохранения классического языка. К примеру, во Франции, Французская Академия крайне негативно отнеслась к использованию гендерно-нейтральных выражений во французском языке, назвав их «аберрациями», которые представляют «смертельную опасность» для французского языка. «Бессмертные» 40 членов академии единогласно решили, что создание новых учебников французского языка, включающих в себя гендерно-нейтральные выражения, неоправданно. Гендерно-нейтральный французский язык, по мнению Академии, является чрезмерно сложным для написания и произношения и труден для освоения и преподавания.
Для цели уравнивания всех гендеров в лингвистике также используется гендергэп — символ подчёркивания между основной частью слова и его окончанием. Гендергэп получил широкое распространение в современном немецком языке, главным образом в Германии и Австрии. В русском языке гендерный штрих используется некоторыми активистами феминистического и квир-движения.

## Гендерная слепота
Гендерная слепота — отказ от восприятия гендерных ролей и различий.
Люди пансексуальной ориентации «гендерно слепы». Для них при выборе пол и гендер, как собственный так и партнёра, не играет роли.

## Судебные дела по предмету гендерной нейтральности
Йельский университет подал в суд на штат Коннектикут, так как университет хотел создать гендерно-нейтральные уборные на своей территории, однако законодательство штата не учитывает такие уборные при подсчете количества туалетов, достаточного для тех или иных зданий. В результате представители штата заявили, что собираются пересмотреть законодательство.
Консервативные организации Alliance Defending Freedom и Independence Law Center в штате Пенсильвания подали в суд на школу Беркс за то, что руководство школы допустило трансгендерного студента к использованию раздевалок и уборных того гендера, к которому себя причисляет этот студент. Пока дело находится в суде, студенту было позволено продолжать пользоваться уборными и раздевалками того гендера, к которому он себя относит.